# Demonax tenuispinosus
Demonax tenuispinosus là một loài bọ cánh cứng trong họ Cerambycidae.